# Antonio Carbonati

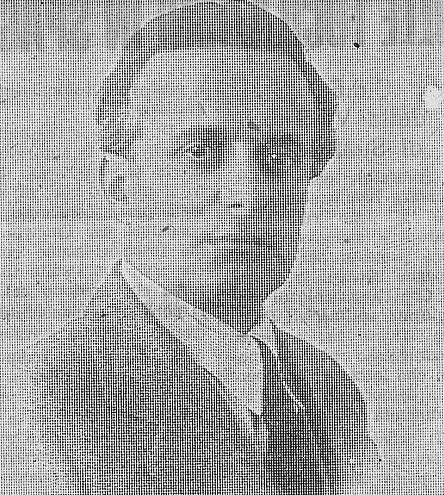
Antonio Carbonati

Antonio Carbonati (Mantova, 3 giugno 1893 – Roma, 22 novembre 1956) è stato un pittore italiano.

## Biografia
Nacque a Mantova da Luigi (commerciante) e Adonina Zanfrognini.
Dopo aver conseguito il diploma di ragioniere nel 1911, fu assunto dall'Amministrazione provinciale di Mantova che abbandonò dopo 4 mesi per dedicarsi completamente all'arte. Vinse infatti una borsa di studio che gli permise di iscriversi al corso di pittura dell'Accademia di Belle Arti di Verona.
Dopo essere passato all'Accademia di Belle Arti di Venezia, alla cattedra di Ettore Tito, si perfezionò a Roma con Giulio Aristide Sartorio che lo volle a collaborare nella creazione del cosiddetto Fregio del Parlamento  a Palazzo Montecitorio.
Nell'autunno 1914, partecipò all'Esposizione Nazionale di Belle Arti a Brera.
Stabilitosi a Roma si dedicò alla pittura utilizzando esclusivamente la tecnica dell'acquaforte, che utilizzava con esperienza e con grande attenzione al dettaglio e ai particolari. Dal 1916 al 1919 realizzò 30 scorci della città, in seguito acquistati dal comune. Nel 1919 si recò a Parigi dove realizzò una serie di acqueforti acquisite per essere esposte al Museo Carnavalet.
In quel periodo partecipò a numerose mostre internazionali e sue opere furono esposte in musei di tutto il mondo, tra cui Los Angeles, Madrid e Parigi.
Dopo essere rientrato in Italia, dal 1921 realizzò una serie di dipinti rappresentanti scorci delle più importanti città italiane.
A Parigi gli venne assegnata una medaglia d'oro, nel 1925, all'Esposizione internazionale alla quale partecipò con delle sue opere.
Nel 1932 alcune sue opere furono acquistate dalla Biennale di Venezia. Nel 1933 diversi disegni di Carbonati furono pubblicati sul Corriere della Sera.
Partecipò alla Mostra di arte italiana dal 1800 a oggi, tenuta a Berlino nel 1937 e tra il 1938 e il 1939 eseguì a Trieste una serie di acqueforti riproducenti la Raffineria Aquila di Trieste, attualmente conservate ed esposte al Museo Fisogni.
Partecipò alle prime sette edizioni della Quadriennale di Roma.
Morì a Roma nel 1956 per una trombosi cerebrale, all'età di 63 anni.

## Premi[1]
- Premio dell'Incisione (Società Francesco Francia), Bologna
- Premio dell'Incisione (Prima Esposizione Biennale d'Arte), Napoli
- Medaglia d'Oro (Esposizione Internazionale d'Arte decorativa), Parigi
- Premio Vincenzo Stanga (Esposizione di Brera), Milano
- Premio della Confederazione dell'Industria, Biennale di Venezia